# Вулиця Цвєтаєвої (станція метро)
50°31′24.63″ пн. ш. 30°36′31.15″ сх. д. / 50.5235083° пн. ш. 30.6086528° сх. д.
«Ву́лиця Цвєта́євої» — проєктована станція першої черги Лівобережної лінії та майбутніх черг Подільсько-Вигурівської лінії Київського метрополітену, розташована між станціями «Вулиця Сабурова» і «Вулиця Милославська». Перегін до станції «Вулиця Сабурова» наземний, критий, довжиною 839 м. В середині перегону передбачено будівництво пішохідного містка над коліями.
За проєктом станція повинна бути побудована на місці нинішньої станції «Олександри Екстер» Лівобережного швидкісного трамвая, вздовж вулиці Оноре де Бальзака, під наявним шляхопроводом між вулицями Олександри Екстер та Лісківською.
За конструкцією станція запроєктована колонною, з острівною платформою довжиною 126 м і шириною 10 м. На станції має бути два вестибюлі з обох боків шляхопроводу, сполучених із платформою сходами. Вхід пасажирів на станцію і вихід зі станції запроєктований зі шляхопроводу. Для пасажирів з обмеженими фізичними можливостями у кожному вестибюлі передбачена установка ліфта.
Проєктний строк будівництва дільниці першої черги Лівобережної лінії від станції «Вулиця Милославська» до станції «Проспект Ватутіна» з електродепо «Троєщина» — 48 місяців, але не пізніше 2020 року.